# Streit Group Varan
Varan Streit — бронетранспортёр, боевая колёсная бронемашина, с колесной формулой 6х6.

## Описание
оснащённая вооружением, предназначенная для использования в мотострелковых подразделениях сухопутных войск. Данный бронетранспортер имеет современную повышенную защиту от кинетической энергии пуль и осколков, а также высокую взрывозащиту, отвечающую надежной эксплуатацией в условия ведения современных боевых условий и иных действия местах военных кампаний. Varan может использоваться также как, транспортер инженерных специалистов или работников технического обеспечения к местам, находящимся вблизи военных действий. В стандартной версии машины нормально располагается 8 мест для пассажиров или пехоты, также специальное место для командира и водителя. Конструкция и защита данного транспортера позволяет его использовать как машину для конвоя и сопровождения военных колонн и миротворческих миссий. Стандартная версия выпускается с уровнем защиты STANAG 4569 level 4, что защищает автомобиль и людей в нем от атак с крупнокалиберного пулемета, снайперского оружия, а также защищает от взрывов мин, гранат вблизи и под днищем машины. Конструкция машины позволяет оснащать его дополнительной защитой в виде керамических панелей из высокопрочных композитных материалов, этим обеспечивая еще большую защиту людей и самой машины. Помимо стандартной версии разработана плавающая версия бронетранспортера, способного пересекать глубокие водные преграды на большие расстояния. Varan - это бронетранспортер, отвечающий широкому кругу требований и задач, и может использоваться во многих миссиях, как для военного десанта, для обслуживания или для нужд полиции.